# Marcel Raymond
Marcel Raymond (* 20. Dezember 1897 in Genf; † 28. November 1981 ebenda) war ein Schweizer Literaturwissenschaftler und Schriftsteller. Er wird im Allgemeinen zur Genfer Schule gezählt.

## Leben
Marcel Raymond studierte zunächst in Genf und zog später nach Frankreich, um an der Sorbonne unter den Gelehrten Henri Chamard (Spezialist für La Pléiade) und Abel Lefranc seine Studien fortzusetzen. Er promovierte 1927 mit einer Abhandlung über den Einfluss von Pierre de Ronsard auf die französische Lyrik (1550–1585). Die 1965 erneut aufgelegte Studie wurde zu einem Klassiker. Raymond legte im Folgenden eine Studie (De Baudelaire au surréalisme (1933)) zur französischen Lyrik vom Ende des 19. Jahrhunderts bis Anfang des 20. Jahrhunderts vor, die ihm breite Anerkennung verschaffte. In ihr entwickelte er die Idee, dass ein Gedicht wie ein Organismus ein Eigenleben besitze. Es fordere vom Leser und der Leserin die Bereitschaft, sich ganz auf es einzulassen.
Raymond lehrte an der Universität Leipzig sowie an der Universität Basel und folgte schliesslich 1936 Albert Thibaudet an die Universität Genf, an der er bis zu seiner Emeritierung 1962 verblieb. In Genf befreundete er sich mit Georges Poulet und Albert Béguin. Zusammen mit Jean Starobinski und Jean Rousset bildeten sie den Kern dessen, was später die Genfer Schule genannt wurde.
Während des Zweiten Weltkriegs verlor Raymond seinen Vater und einige Freunde (einschliesslich Benjamin Crémieux, der in einem Konzentrationslager starb). Dennoch erbrachte er eine hohe Arbeitsleistung: Unter anderem edierte er Werke von Montesquieu, Agrippa d’Aubigné und Victor Hugo. Ausserdem verfasste er eine Studie zu Paul Valéry. Nach dem Krieg weitete er seine Herausgebertätigkeit auf Pierre Bayle, Pierre de Ronsard, Arthur Rimbaud, Paul Verlaine, Senancour, Baudelaire etc. aus. Sein Hauptaugenmerk in der Nachkriegsarbeit war aber auf Jean-Jacques Rousseau gerichtet. Von 1941 bis 1967 war er Präsident der Genfer Société Jean-Jacques Rousseau. Er wurde schliesslich gebeten, zusammen mit Bernard Gagnebin die Edition von Rousseaus Schriften für die Bibliothèque de la Pléiade zu besorgen. 1955 erschien sein Buch Baroque et renaissance poétique, das seine Arbeit über die Lyrik des 16. und 17. Jahrhunderts abschloss.
1962 zog er sich vom Unterrichten zurück. Seine Frau starb 1963. Sein Spätwerk umfasst Gedichte (Poèmes pour l’absente, ein Band, den er seiner Frau gewidmet hat), Autobiografisches (Le sel et la cendre, Souvenirs d’un enfant sage), Fragmente seines Tagebuchs (Le Trouble et la présence, Écrit au crépuscule), philosophische Reflexionen (Par-delà les eaux sombres), Literaturtheorie (Vérité et poésie, Être et dire) und auch Studien zu Senancour, Fénelon und Jacques Rivière.
Seine Arbeit über die französische Lyrik und Jean-Jacques Rousseau basiert auf der Vorstellung, dass Literatur aus dem kontemplativen Entdecken des Selbst in der Welt entsteht.

## Auszeichnungen
- 1965 Grand Prix C.-F. Ramuz
- 1971 Gottfried-Keller-Preis

## Werke (Auswahl)
- 1928 – Ronsard’s influence on French poetry (1550–1585) (wieder aufgelegt 1965)
- 1933 – De Baudelaire au surréalisme (wieder aufgelegt 1940)
- 1942 – Génies de France (Anthologie)
- 1945 – Paul Valéry et la tentation de l'esprit (Essay) (überarbeitet 1964)
- 1948 – Le Sens de la qualité
- 1952 – Anthologie de la nouvelle française (Anthologie)
- 1955 – Baroque et renaissance poétique
- 1964 – Vérité et poésie
- 1968 – zusammen mit J. A. Steele, La poésie française et le maniérisme, 1546–1610 (Anthologie)
- 1970 – Être et dire
- 1970 – Le Sel et la cendre (autobiografisch)
- Korrespondenz mit Georges Poulet (1950–1977)
- 1975 – Par-delà les eaux sombres
- 1976 – Souvenirs d’un enfant sage (autobiografisch)
- 1977 – Le Trouble et la présence
- 1980 – Écrit au crépuscule